# اکر منلائوس
اُکر (به لاتین Sphaerica) کتابی از منلائوس اسکندرانی درباره هندسه کُروی و کاربردهای آن در محاسبات و اندازه‌گیری‌های ستاره‌شناسی است.
اصل یونانی کتاب به‌دست نیامده و تنها ترجمهٔ عربی این کتاب موجود بوده که بعدها «فرانچسکو مائورولیکو» ستاره‌شناس قرن شانزدهم میلادی آن‌را به لاتین ترجمه کرده‌است.

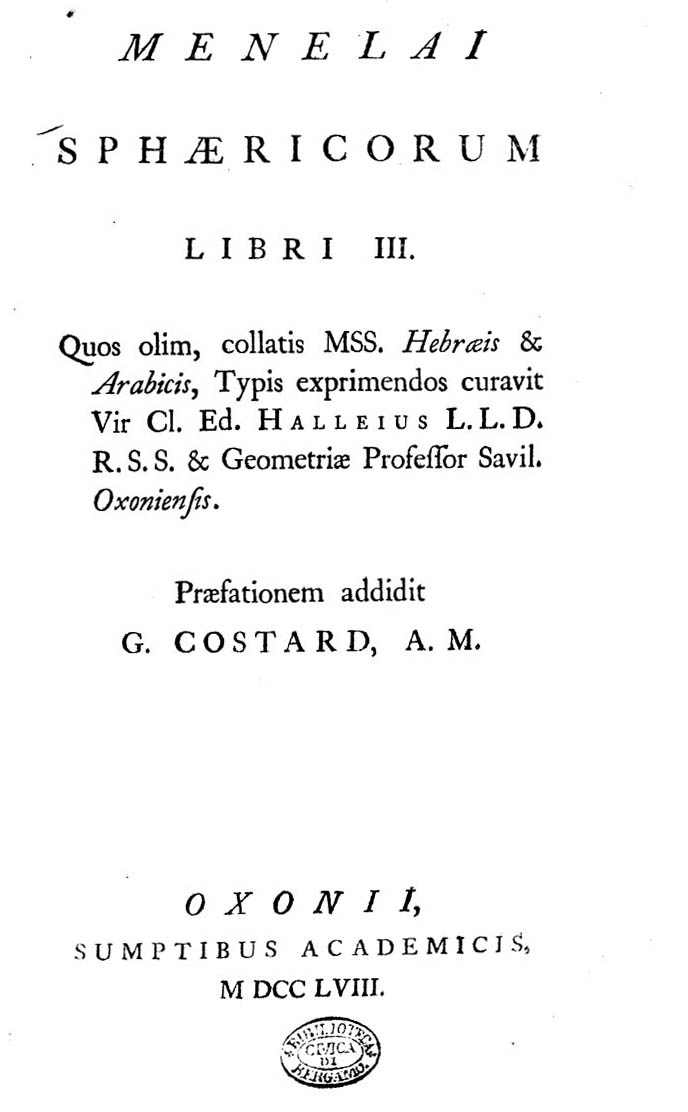
کتاب اُکر (Sphaerica) اثری از منلائوس